# Axinellidae
Los axinélidos (Axinellidae) son una familia de demosponjas perteneciente al orden Axinellida.

## Taxonomía
Se reconocen los siguientes géneros:
- Auletta Schmidt, 1870
- Axinella Schmidt, 1862
- Cymbastela Hooper & Bergquist, 1992
- Dragmacidon Hallmann, 1917
- Dragmaxia Hallmann, 1916
- Ophiraphidites Carter, 1876
- Pararhaphoxya Burton, 1934
- Phakellia Bowerbank, 1862
- Phycopsis Carter, 1883
- Pipestela Alvarez, Hooper & van Soest, 2008
- Ptilocaulis Carter, 1883
- Reniochalina Lendenfeld, 1888